# Hydromorfon
Hydromorfon (dihydromorfinon, systematický název 4,5-epoxy-3-hydroxy-17-methylmorfinan-6-on) je jeden z nejstarších a nejúčinnějších opioidů. Byl syntetizovaný z morfinu roku 1924. Jeho hlavní výhodou oproti morfinu je jeho vyšší rozpustnost, rychlejší nástup účinku, silnější účinek a slabší vedlejší účinky, též menší tendence k zneužívání v porovnání s morfinem a diamorfinem.

## Použití
Hydromorfon je striktně kontrolovaná látka na předpis, ale předepisuje se (ve formě hydromorfon hydrochloridu) v krajních případech jako lék na bolest. Dříve se podával i injekčně v průběhu a po operaci, dnes byl nahrazen fentanylem. Hydromorfon se jako lék proti bolesti podává skutečně v případech, kdy už pacient neodpovídá na jiné opiáty (jako je morfin), a kdy je bolest velmi intenzivní (vážná zranění při dopravních nehodách, komplikované chirurgické operace, vzácně i velmi intenzivní bolest zad, je-li prokázána na MRI).
Hydromorfon je zneužíván narkomany jako omamná látka především od 60.–70. let 20. století, s vlnou drogového experimentování v západních zemích. Pilulky a tabletky hydromorfonu se dodnes dostávají na černý trh krádežemi či zneužitím předepsaných léků. Uživatelé zpravidla drtí pilulky a prášek polykají.

## Účinky
Opiáty obecně jsou látky, které fungují jako vazebné molekuly na receptorech pro enkefaliny a endorfiny. To jsou samy o sobě přirozeně se vyskytující mozkové neuropřenašeče, které umožňují vnímání štěstí a příjemných pocitů. Po podání hydromorfonu (orálně) pacient za 35 minut cítí úlevu od bolesti a účinky trvají několik hodin. U pacientů zpravidla vyvolávají euforii, typickou pro zneužívání. K běžným vedlejším účinkům užívání patří ospalost, malátnost, pomalejší dech a zácpa.
Narkomani užívají hydromorfon pro příjemné euforické stavy. Účinky drogy se projevují téměř po celém těle: dochází k uvolnění svalů, zpomalení řeči, poklesnutí víček, někdy k samovolnému pokyvování hlavou. Může být obtížné chodit, zornice se stáhnou a nejsou schopné reagovat na světlo. Vzniká i nevolnost, ale ne v takové míře, jako u morfia a heroinu. Po odeznění příjemných pocitů spojených s drogovým opojením přichází úzkostný stav, ve kterém roste touha po další dávce. S dalšími dávkami postupně příjemné pocity odeznívají a tělo opiát potřebuje proto, aby se necítilo mizerně. K vážným rizikům užívání patří zástava dechu, jako protijed je možné podat naloxon. Závislost je u narkomanů velmi silná a odvykací kúry jsou velmi krušné.